# Comarna
Comarna est une commune roumaine située dans le județ de Iași.